# 瓦氏斯坦達脂鯉
瓦氏斯坦達脂鯉（学名：Steindachnerina varii），為輻鰭魚綱脂鯉目脂鯉亞目無齒脂鯉科的其中一個種，分布於南美洲蘇利南至Oyapock河間的淡水流域，體長可達9.4公分，棲息在底中層水域，成群活動，以藻類為食，生活習性不明。